# 丹西戰役
丹西戰役是緬甸軍政府與反政府武裝勢力在實皆省丹西鎮區進行中的衝突之一。